# Haematocarpus validus
Haematocarpus validus är en tvåhjärtbladig växtart som först beskrevs av John Miers, och fick sitt nu gällande namn av Reinier Cornelis Bakhuizen van den Brink och Lewis Leonard Forman. Haematocarpus validus ingår i släktet Haematocarpus och familjen Menispermaceae. Inga underarter finns listade i Catalogue of Life.